# Sacculina gerbei
Sacculina gerbei är en kräftdjursart som beskrevs av Bonnier 1887. Sacculina gerbei ingår i släktet Sacculina och familjen Sacculinidae. Inga underarter finns listade i Catalogue of Life.